# Mezihvězdné mračno

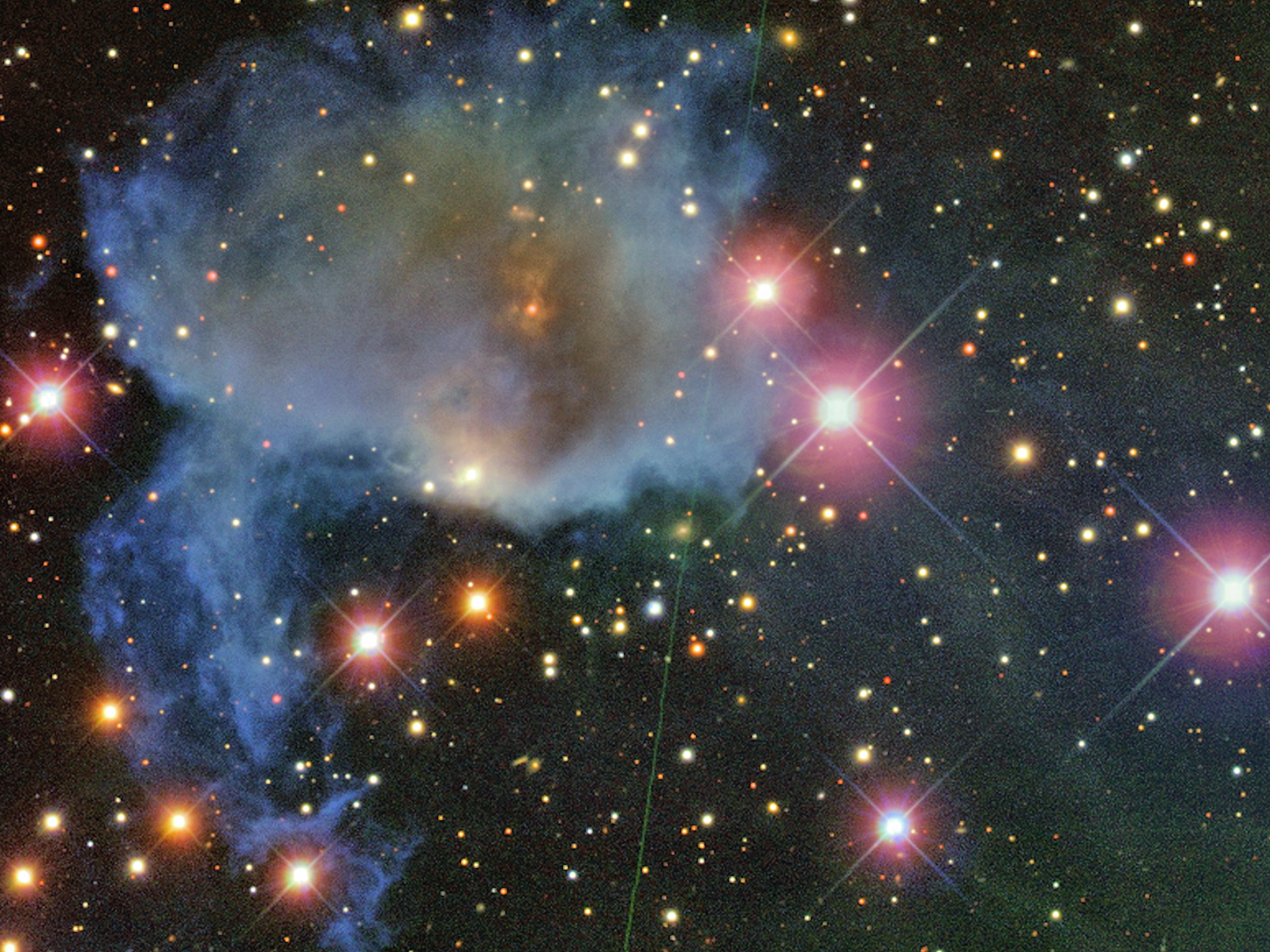
Mezihvězdné mračno v souhvězdí Orionu

Mezihvězdné mračno (též mezihvězdný oblak, zřídka mezihvězdný mrak) je obecný název pro uskupení plynu, plazmatu a prachu v galaxiích. Mezihvězdná mračna mají vyšší hustotu, než je průměrná hustota mezihvězdného prostoru.
V závislosti na hustotě, teploty a velikosti mračna se může vodík vyskytovat jako neutrální (oblast H I), ionizovaný (oblast H II), nebo molekulární (molekulární mračno).